# Дискография Портера Вагонера и Долли Партон
Дискография американского кантри-дуэта Портера Вагонера и Долли Партон включает в себя тринадцать студийных альбомов, пятнадцать сборников и двадцать один сингл.

## Хронология
В 1967 году музыкант и кантри-музыкант Портер Вагонер пригласил начинающую исполнительницу Долли Партон присоединиться к его еженедельному собственному музыкальному шоу. Вагонер также убедил владельцев лейбла, RCA Victor, подписать с ней контракт. В RCA Victor посчитали удачным выпустить дуэт двух артистов и в 1967 года был выпущен сингл «The Last Thing on My Mind», который в 1968 году достиг первой десятки кантри-чартов США и Канады.
Дуэт просуществовал вплоть до 1975 года. За это время пара практически ежегодно попадала в первую десятку кантри-чарта США со своими синглами и альбомами. В 1974 году Вагонер и Партон впервые поднялись на первое место с синглом «Please Don’t Stop Loving Me». В 1975 году вышел их прощальный альбом Say Forever You’ll Be Mine, который занял 6 место в альбомном чарте США.
В 1980 году был выпущен их тринадцатый и финальный альбом Porter & Dolly — туда вошли неизданные песни, записанные в период с 1967 по 1976, с новыми аранжировками. Сами Вагонер и Партон, из-за судебных тяжб, начатых после распада дуэта, никаких отношений к тому моменту уже не поддерживали.

## Альбомы

### Студийные альбомы
| Название                                         | Детали                                                                      | Позиции в чартах | Позиции в чартах |
| Название                                         | Детали                                                                      | США              | США              |
| Название                                         | Детали                                                                      | 200              | Country          |
| ------------------------------------------------ | --------------------------------------------------------------------------- | ---------------- | ---------------- |
| Just Between You and Me                          | - Выпущен: 15 января 1968 - Лейбл: RCA Victor - Формат: LP                  | —                | 8                |
| Just the Two of Us                               | - Выпущен: 9 сентября 1968 - Лейбл: RCA Victor - Формат: LP                 | 184              | 5                |
| Always, Always                                   | - Выпущен: 30 июня 1969 - Лейбл: RCA Victor - Формат: LP, 8-Trk             | 162              | 5                |
| Porter Wayne and Dolly Rebecca                   | - Выпущен: 9 марта 1970 - Лейбл: RCA Victor - Формат: LP, 8-Trk, кассета    | 137              | 4                |
| Once More                                        | - Выпущен: 3 августа 1970 - Лейбл: RCA Victor - Формат: LP                  | 191              | 7                |
| Two of a Kind                                    | - Выпущен: 8 февраля 1971 - Лейбл: RCA Victor - Формат: LP, 8-Trk           | 142              | 13               |
| The Right Combination / Burning the Midnight Oil | - Выпущен: 3 января 1972 - Лейбл: RCA Victor - Формат: LP, 8-Trk, кассета   | —                | 6                |
| Together Always                                  | - Выпущен: 11 сентября 1972 - Лейбл: RCA Victor - Формат: LP, 8-Trk         | —                | 3                |
| We Found It                                      | - Выпущен: 12 февраля 1973 - Лейбл: RCA Victor - Формат: LP, 8-Trk, кассета | —                | 20               |
| Love and Music                                   | - Выпущен: 2 июля 1973 - Лейбл: RCA Victor - Формат: LP, 8-Trk              | —                | 8                |
| Porter 'n' Dolly                                 | - Выпущен: 19 августа 1974 - Лейбл: RCA Victor - Формат: LP, 8-Trk          | —                | 8                |
| Say Forever You’ll Be Mine                       | - Выпущен: 18 августа 1975 - Лейбл: RCA Victor - Формат: LP, 8-Trk          | —                | 6                |
| Porter & Dolly                                   | - Выпущен: 4 августа 1980 - Лейбл: RCA Victor - Формат: LP, 8-Trk, кассета  | —                | 9                |
| Символ «—» означает, что альбом не попал в чарт. |                                                                             |                  |                  |

### Сборники
| Название                                                    | Детали                                                                   | Позиции в чартах | Позиции в чартах |
| Название                                                    | Детали                                                                   | США              | США              |
| Название                                                    | Детали                                                                   | 200              | Country          |
| ----------------------------------------------------------- | ------------------------------------------------------------------------ | ---------------- | ---------------- |
| The Best of Porter Wagoner & Dolly Parton                   | - Выпущен: 19 июля 1971 - Лейбл: RCA Victor - Формат: LP, 8-Trk, кассета | —                | 7                |
| Most Requested                                              | - Выпущен: 1975 - Лейбл: RCA Victor - Формат: LP                         | —                | —                |
| The Hits of Porter 'n' Dolly                                | - Выпущен: 1976 - Лейбл: RCA Victor - Формат: LP                         | —                | —                |
| Sweet Harmony                                               | - Выпущен: 1982 - Лейбл: Pair Records - Формат: LP, CD, кассета          | —                | —                |
| Lassoes 'n Spurs                                            | - Выпущен: 1992 - Лейбл: RCA Victor - Формат: CD                         | —                | —                |
| The Essential Porter Wagoner and Dolly Parton               | - Выпущен: 18 июня 1996 - Лейбл: BMG - Формат: CD, кассета               | —                | —                |
| 20 Greatest Hits                                            | - Выпущен: 10 марта 1998 - Лейбл: TeeVee Records - Формат: CD, кассета   | —                | —                |
| All American Country                                        | - Выпущен: 2000 - Лейбл: BMG Special Products - Формат: CD               | —                | —                |
| Duets                                                       | - Выпущен: 2 июня 2008 - Лейбл: Legacy Recordings - Формат: CD           | —                | —                |
| Playlist: The Very Best of Porter Wagoner & Dolly Parton    | - Выпущен: 27 ноября 2012 - Лейбл: Legacy Recordings - Формат: CD        | —                | —                |
| Just Between You and Me: The Complete Recordings, 1967—1976 | - Выпущен: 5 мая 2014 - Лейбл: Bear Family Records - Формат: CD          | —                | —                |
| The Right Combination                                       | - Выпущен: 2015 - Лейбл: Sony Music - Формат: CD                         | —                | 45               |
| RCA Sessions (1968—1976)                                    | - Выпущен: 5 апреля 1979 - Лейбл: Sony Music - Формат: CD                | —                | —                |
| Символ «—» означает, что альбом не попал в чарт.            |                                                                          |                  |                  |

## Синглы
| Год                                             | Название                             | Позиции в чартах | Позиции в чартах | Альбом                                           |
| Год                                             | Название                             | США Country      | КАН Country      | Альбом                                           |
| ----------------------------------------------- | ------------------------------------ | ---------------- | ---------------- | ------------------------------------------------ |
| 1967                                            | «The Last Thing on My Mind»          | 7                | 4                | Just Between You and Me                          |
| 1968                                            | «Holding on to Nothin'»              | 7                | 17               | Just the Two of Us                               |
| 1968                                            | «We’ll Get Ahead Someday»            | 5                | —                | Just the Two of Us                               |
| 1968                                            | «Jeannie’s Afraid of the Dark»       | 51               | —                | Just the Two of Us                               |
| 1969                                            | «Yours Love»                         | 9                | —                | Always, Always                                   |
| 1969                                            | «Always, Always»                     | 16               | —                | Always, Always                                   |
| 1969                                            | «Just Someone I Used to Know»        | 5                | 20               | Porter Wayne and Dolly Rebecca                   |
| 1970                                            | «Tomorrow Is Forever»                | 9                | 34               | Porter Wayne and Dolly Rebecca                   |
| 1970                                            | «Daddy Was an Old Time Preacher Man» | 7                | 12               | Once More                                        |
| 1971                                            | «Better Move It on Home»             | 7                | 8                | The Best of Porter Wagoner & Dolly Parton        |
| 1971                                            | «The Right Combination»              | 14               | 26               | The Right Combination / Burning the Midnight Oil |
| 1971                                            | «Burning the Midnight Oil»           | 11               | 9                | The Right Combination / Burning the Midnight Oil |
| 1972                                            | «Lost Forever in Your Kiss»          | 9                | —                | Together Always                                  |
| 1972                                            | «Together Always»                    | 14               | —                | Together Always                                  |
| 1973                                            | «We Found It»                        | 30               | 21               | We Found It                                      |
| 1973                                            | «If Teardrops Were Pennies»          | 3                | 5                | Love and Music                                   |
| 1974                                            | «Please Don’t Stop Loving Me»        | 1                | 45               | Porter 'n' Dolly                                 |
| 1975                                            | «Say Forever You’ll Be Mine»         | 5                | 1                | Say Forever You’ll Be Mine                       |
| 1976                                            | «Is Forever Longer than Always»      | 8                | 6                | без альбома                                      |
| 1980                                            | «Making Plans»                       | 2                | 38               | Porter & Dolly                                   |
| 1980                                            | «If You Go (I’ll Follow You)»        | 12               | —                | Porter & Dolly                                   |
| Символ «—» означает, что сингл не попал в чарт. |                                      |                  |                  |                                                  |